# ميشال كليسا
ميشال كليسا (بالتشيكية: Michal Klesa)‏ (13 مايو 1983 ببراغ في التشيك - ) هو لاعب كرة قدم تشيكي في مركز الوسط. لعب مع بوهيميانز 1905 ونادي بريبرام وFK Čáslav ‏ وSK Dynamo České Budějovice ‏.

## وصلات خارجية
- ميشال كليسا على موقع قاعدة بيانات كرة القدم.إي يو (الإنجليزية)
- ميشال كليسا على موقع Soccerway.com (الإنجليزية)